# Bernburg (Saale)
Bernburg (Saale) – miasto powiatowe w Niemczech, w kraju związkowym Saksonia-Anhalt, siedziba powiatu Salzland. Leży nad rzeką Soławą, liczy 35 897 mieszkańców (2009).

## Historia
W latach 1252–1468 i 1635–1862 stolica księstwa Anhalt-Bernburg.
Od końca roku 1940 do wiosny 1943 w szpitalu psychiatrycznym na terenie miasta uśmiercono za pomocą gazu około 10 tysięcy chorych w ramach akcji T4 i 14f13. W większości byli to więźniowie obozów koncentracyjnych w Buchenwaldzie, Gross-Rosen, Flossenbürgu, Neuengamme, Ravensbrück i Sachsenhausen. Dzisiaj zachowane urządzenia stanowią miejsce pamięci.
1 stycznia 2010 do miasta przyłączono gminy Baalberge, Biendorf, Gröna, Peißen, Poley, Preußlitz i Wohlsdorf.
W mieście rozwinął się przemysł chemiczny, farmaceutyczny, cementowy, maszynowy oraz spożywczy.

## Zabytki

### Nieruchome
- romański kościół św. Szczepana (Waldau, obecnie część Bernburga; XII w.)[5]
- gotyckie kościoły (XIII–XV w.)[1]
- szpital (XIV–XVI w.)[1]
- zamek (XII–XVIII w.)[1]

### Przyrodnicze
W Bernburgu znajduje się kamieniołom, zwany kamieniołomem Merkela, gdzie znaleziono szczątki triasowych kręgowców: opisano stamtąd płaza Trematosaurus brauni i gada Trachelosaurus fischeri, a ponadto skamieniałości śladowe, nazwane Capitosauroides bernburgensis.

## Współpraca międzynarodowa
Miejscowości partnerskie:
- Anderson, Indiana
- Chomutov
- Fourmies
- Rheine
- Tarnowskie Góry
- Troki